# Badalgou
Badalgou est une localité située dans le département de Piéla de la province de la Gnagna dans la région Est au Burkina Faso.

## Santé et éducation
Le centre de soins le plus proche de Badalgou est le centre de santé et de promotion sociale (CSPS) de Piéla.